# إيلايدا أليسان
إيلايدا أليشان هي ممثلة تركية ولدت في (26 فبراير 1996). وهيا متزوجه من محمد فؤاد الصلوي

## أعمالها
قامت بدور انجي كوشوفالي في مسلسل الحفرة ومن أعمالها:البطل والبراءة وطيور النار .